# ريم حقيقي
ريم حقيقي ( Rym HAKIKI) مغنية حوزي جزائرية, ألتحقت بمدرسة الموسيقى الأندلسية « نسيم الأندلس » في سن الثامنة حيث تلقت مبادئ الفن الاندلسي,مما أهلها لاصدار أول ألبوماتها « يا ولاد الناس » في سن السادسة عشر و بعده « مال حبيبي مالو » و « خايف الشميسة »
ريم حقيقي معروفة بقوة صوتها و حضورها, و تحصي عشر ألبومات في رصيدها, أهمها ألبوم « صابرة » اللذي حقق مبيعات جيدة, تعتبر ريم من أهم أصوات الجيل الجديد في الحوزي و تسافر كثيرا لتمثيل موسيقى الحوزي الجزائرية في العالم'
من مواليد 1979